# 穆拉特 (佛羅里達州)
穆拉特（英語：Mulat）是位於美國佛羅里達州聖羅薩縣的一個人口普查指定地區。

## 地理
穆拉特的座標為30°33′05″N 87°07′24″W / 30.55139°N 87.12333°W，而該地最高點為海拔高度3米（即10英尺）。

## 人口
根據2010年美國人口普查的數據，穆拉特的面積為4.34平方千米，當中陸地面積為4.08平方千米，而水域面積為0.26平方千米。當地共有人口259人，而人口密度為每平方千米59人。